# Баланешти (Дамбовица)
Баланешти (рум. Bălănești) насеље је у Румунији у округу Дамбовица у општини Ракари. Oпштина се налази на надморској висини од 139 m.

## Становништво
Према подацима из 2002. године у насељу је живело 210 становника, од којих су сви румунске националности.